# Nuoto ai XII Giochi panamericani
Il nuoto ai Giochi panamericani 1995 ha visto lo svolgimento di 32 gare, 16 maschili e 16 femminili, dal 12 al 18 marzo.

## Medagliere
| #      | Nazione     | Oro | Argento | Bronzo | Totale |
| ------ | ----------- | --- | ------- | ------ | ------ |
| 1      | Stati Uniti | 22  | 15      | 14     | 51     |
| 2      | Canada      | 6   | 9       | 6      | 21     |
| 3      | Brasile     | 3   | 7       | 6      | 16     |
| 4      | Venezuela   | 1   | 0       | 1      | 2      |
| 5      | Cuba        | 0   | 1       | 1      | 2      |
| 6      | Argentina   | 0   | 0       | 3      | 3      |
| 7      | Messico     | 0   | 0       | 1      | 1      |
| Totale | Totale      | 32  | 32      | 32     | 96     |

## Podi

### Uomini
| Evento               | Oro                                                              | Prest.   | Argento                                                                    | Prest.   | Bronzo           | Prest.   |
| Stile libero         |                                                                  |          |                                                                            |          |                  |          |
| 50 m                 | Fernando Scherer                                                 | 22”65    | Bill Pilczuk                                                               | 22”71    | Tom Jager        | 22”75    |
| 100 m                | Gustavo Borges                                                   | 49”31    | Jon Olsen                                                                  | 49”39    | Fernando Scherer | 49”79    |
| 200 m                | Gustavo Borges                                                   | 1'48”49  | Greg Burgess                                                               | 1'48”69  | Josh Davis       | 1'51”92  |
| 400 m                | Josh Davis                                                       | 3'55”59  | Luiz Lima                                                                  | 3'56”33  | Jon Sakovich     | 3'57”37  |
| 1500 m               | Carlton Bruner                                                   | 15'13”90 | Luiz Lima                                                                  | 15'19”53 | Ryan Cox         | 15'37”28 |
| Dorso                |                                                                  |          |                                                                            |          |                  |          |
| 100 m                | Jeff Rouse                                                       | 54”74    | Tripp Schwenk                                                              | 55”60    | Rodolfo Falcón   | 56”13    |
| 200 m                | Brad Bridgewater                                                 | 2'00”79  | Rodolfo Falcón                                                             | 2'00”98  | Rogério Romero   | 2'01”13  |
| Rana                 |                                                                  |          |                                                                            |          |                  |          |
| 100 m                | Seth van Neerden                                                 | 1'02”48  | Jonathan Cleveland                                                         | 1'03”17  | Tyler Mayfield   | 1'03”17  |
| 200 m                | Seth van Neerden                                                 | 2'16”08  | Eric Namesnik                                                              | 2'17”70  | Curtis Myden     | 2'19”00  |
| Farfalla             |                                                                  |          |                                                                            |          |                  |          |
| 100 m                | Mark Henderson                                                   |          | Eduardo Piccinini                                                          |          | Brian Alderman   |          |
| 200 m                | Nelson Mora                                                      |          | Tom Malchow                                                                |          | André Teixeira   |          |
| Misti                |                                                                  |          |                                                                            |          |                  |          |
| 200 m                | Curtis Myden                                                     |          | Greg Burgess                                                               |          | Eric Namesnik    |          |
| 400 m                | Curtis Myden                                                     |          | Eric Namesnik                                                              |          | Iain Mull        |          |
| Staffette            |                                                                  |          |                                                                            |          |                  |          |
| 4x100 m stile libero | Stati Uniti Gary Hall Jr. Tom Jager Josh Davis Jon Olsen         | 3'18”60  | Brasile Fernando Scherer Gustavo Borges Eduardo Piccinini Roberto Piovesan | 3'20”33  | Venezuela ---    | 3'25”43  |
| 4x200 m stile libero | Stati Uniti Jon Olsen Josh Davis Ryan Berube Greg Burgess        | 7'21”61  | Brasile Fernando Scherer Gustavo Borges Cassiano Leal Teófilo Ferreira     | 7'28”70  | Messico ---      | 7'39”56  |
| 4x100 m misti        | Stati Uniti Jeff Rouse Seth Van Neerden Mark Henderson Jon Olsen | 3'41”24  | Brasile Rogério Romero Oscar Godoi André Teixeira Gustavo Borges           | 3'43”93  | Canada ---       | 3'45”10  |

### Donne
| Evento               | Oro                                                                       | Prest. | Argento                        | Prest. | Bronzo                                                                       | Prest. |
| Stile libero         |                                                                           |        |                                |        |                                                                              |        |
| 50 m                 | Angel Martino                                                             |        | Shannon Shakespeare            |        | Andrea Moody                                                                 |        |
| 100 m                | Angel Martino                                                             |        | Amy Van Dyken Marianne Limpert |        |                                                                              |        |
| 200 m                | Cristina Teuscher                                                         |        | Marianne Limpert               |        | Dady Vincent                                                                 |        |
| 400 m                | Brooke Bennett                                                            |        | Cristina Teuscher              |        | Katie Brambley                                                               |        |
| 800 m                | Trina Jackson                                                             |        | Brooke Bennett                 |        | Alicia Barrancos                                                             |        |
| Dorso                |                                                                           |        |                                |        |                                                                              |        |
| 100 m                | Barbara Bedford                                                           |        | Kristy Heydanek                |        | Fabíola Molina                                                               |        |
| 200 m                | Barbara Bedford                                                           |        | Rachel Joseph                  |        | Joanne Malar                                                                 |        |
| Rana                 |                                                                           |        |                                |        |                                                                              |        |
| 100 m                | Lisa Flood                                                                |        | Guylaine Cloutier              |        | Kelli King-Bednar                                                            |        |
| 200 m                | Lisa Flood                                                                |        | Guylaine Cloutier              |        | Anita Nall                                                                   |        |
| Farfalla             |                                                                           |        |                                |        |                                                                              |        |
| 100 m                | Amy Van Dyken                                                             |        | Gabrielle Rose                 |        | Angie Wester-Krieg                                                           |        |
| 200 m                | Trina Jackson                                                             |        | Michelle Griglione             |        | María Pereyra                                                                |        |
| Misti                |                                                                           |        |                                |        |                                                                              |        |
| 200 m                | Joanne Malar                                                              |        | Marianne Limpert               |        | Alison Fealey                                                                |        |
| 400 m                | Joanne Malar                                                              |        | Alison Fealey                  |        | Jenny Kurth                                                                  |        |
| Staffette            |                                                                           |        |                                |        |                                                                              |        |
| 4x100 m stile libero | Stati Uniti Angel Martino Amy Van Dyken Lindsey Farella Cristina Teuscher |        | Canada ---                     |        | Brasile Gabrielle Rose Raquel Takaya Paula Marsiglia Paula Carvalho Aguiar   |        |
| 4x200 m stile libero | Stati Uniti Trina Jackson Dady Vincent Catherine Fox Cristina Teuscher    |        | Stati Uniti ---                |        | Argentina Alicia Barrancos María Pereyra Natalia Scapinello María Garrone    |        |
| 4x100 m misti        | Stati Uniti Barbara Bedford Kelli King Bednar Amy Van Dyken Angel Martino |        | Canada ---                     |        | Brasile Patricia Ribeiro Fabiola Molina Gabrielle Rose Paula Carvalho Aguiar |        |